# Dolne Przedmieście (Myślenice)
Dolne Przedmieście (dawn. Dolna Wieś) – część miasta Myślenice, do końca 1924 roku osobna miejscowość zwana Dolną Wsią, w 1925 roku włączona do miasta Myślenice, jako jego dzielnica pod obecną nazwą.

## Historia
Dawniej samodzielna wieś i gmina jednostkowa Dolna Wieś w powiecie myślenickim, od 1920 w województwie krakowskim. W 1921 roku ludność Dolnej Wsi wynosiła 1280 mieszkańców.
1 stycznia 1925 gminę Dolna Wieś zniesiono, włączając ją do miasta Myślenic.